# Scorpaena sumptuosa
Scorpaena sumptuosa és una espècie de peix pertanyent a la família dels escorpènids.

## Descripció
- Fa 40 cm de llargària màxima.[4][5]

## Hàbitat
És un peix marí, associat als esculls de corall i de clima subtropical (25°S-35°S).

## Distribució geogràfica
Es troba a l'Índic oriental: és un endemisme del sud-oest d'Austràlia.

## Costums
És bentònic.

## Observacions
És inofensiu per als humans.